# 奧赫洛皮夫
50°27′42″N 24°38′4″E / 50.46167°N 24.63444°E

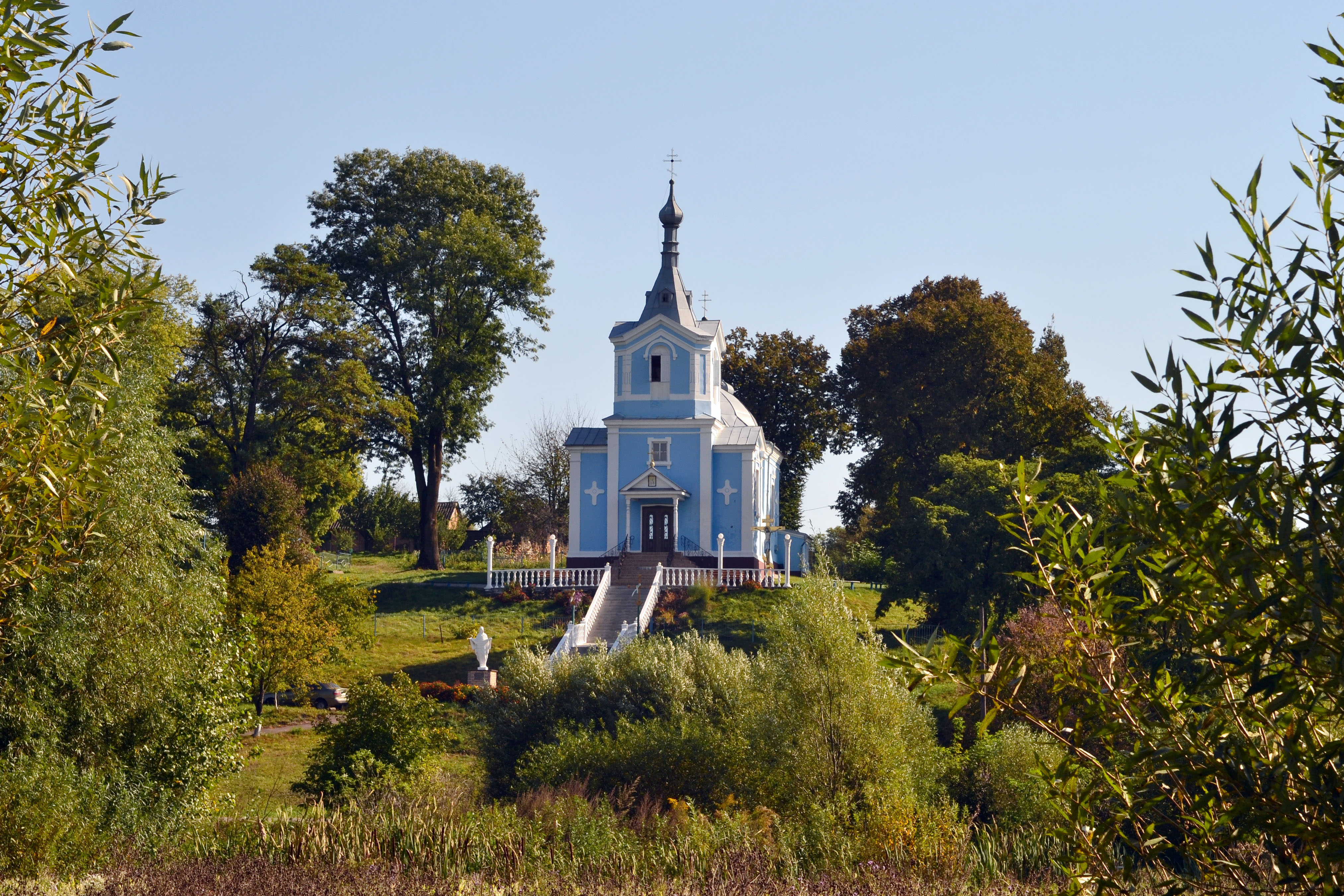
奧赫洛皮夫村落的聖尼古拉教堂，編號07-208-0210。

奧赫洛皮夫（烏克蘭語：Охлопів），是烏克蘭的村落，位於該國西部沃倫州，由盧茨克區負責管轄，始建於1545年，面積10.54平方公里，海拔高度227米，2001年人口561，人口密度每平方公里53.23人。